# Selenops aculeatus
Selenops aculeatus är en spindelart som beskrevs av Simon 1901. Selenops aculeatus ingår i släktet Selenops och familjen Selenopidae. Inga underarter finns listade i Catalogue of Life.